# سيرجي لويكو
سيرجي لويكو (بالفرنسية: Serge Tchaha)‏ (4 أغسطس 1993 بالكاميرون - ) هو لاعب كرة قدم كاميروني في مركز الدفاع. لعب مع نادي لوغو.

## وصلات خارجية
- سيرجي لويكو على موقع الاتحاد الدولي (مؤرشف)  (الإنجليزية)
- سيرجي لويكو على موقع قاعدة بيانات كرة القدم.إي يو (الإنجليزية)
- سيرجي لويكو على موقع قاعدة بيانات كرة القدم.إي يو (الإنجليزية)
- سيرجي لويكو على موقع ناشيونال فوتبول تيمز (الإنجليزية)
- سيرجي لويكو على موقع Soccerway.com (الإنجليزية)
- سيرجي لويكو على موقع AS.com (الإسبانية)